# Siegfried Sommer (Fußballspieler)
Siegfried Sommer (* 13. März 1950) ist ein ehemaliger deutscher Fußballspieler. 

## Karriere
Siegfried Sommer wechselte 1971 vom TSV Schwaikheim zu den Stuttgarter Kickers. Dort gab er am 25. September 1971 sein Profidebüt gegen den 1. FC Nürnberg. Insgesamt absolvierte Sommer 30 Spiele im Trikot der Kickers, ehe er 1974 zum TSV Eltingen wechselte.